# Haute-Vienne
Haute-Vienne este un departament din zona central-sudică a Franței, situat în regiunea Limousin. Este unul dintre departamentele originale ale Franței create în urma Revoluției din 1790. Este numit după râul Vienne, al cărui curs superior traversează departamentul. Este unul dintre cele mai rurale departamente din Franța metropolitană, Limoges fiind singurul oraș cu populație de peste 20.000 locuitori.

## Localități selectate

### Prefectură
- Limoges

### Sub-prefecturi
- Bellac
- Rochechouart

## Diviziuni administrative
- 3 arondismente;
- 42 cantoane;
- 201 comune;